# Gladiador Borghese
Gladiador Borghese és la denominació historiogràfica d'una escultura de marbre de grandària natural d'estil hel·lenístic que representa un lluitador, tallada a Efes al s. I ae. La signà Agàsies d'Efes.

## Recuperació
La trobaren a Nettuno l'any 1611 i entrà a formar part de la Col·lecció Borghese de Roma, a la Vil·la Borghese. Camillo Borghese la vengué a Napoleó al 1807, i la traslladaren a París quan compraren la Col·lecció Borghese per als fons del Museu del Louvre, on es troba actualment.

Al s. XVII es feu una restauració errònia de l'estàtua, ja que es pensava que representava un gladiador. Es considerava una de les obres més admirades de l'antiguitat, i proporcionava als escultors un cànon de dimensions. Se'n tragué un motle buidat en bronze per a Carles I d'Anglaterra (ara al castell de Windsor), i una altra còpia de Hubert Le Sueu la instal·là Isaac de Caus com a element central del parterre de Wilton House; aquesta reproducció la cedí a Robert Walpole el 8é comte de Pembroke i és el centre del pati d'entrada de Houghton House (realitzat per l'arquitecte William Kent a Norfolk). Altres còpies se'n poden trobar a Petworth House i al Green Court de Knole.

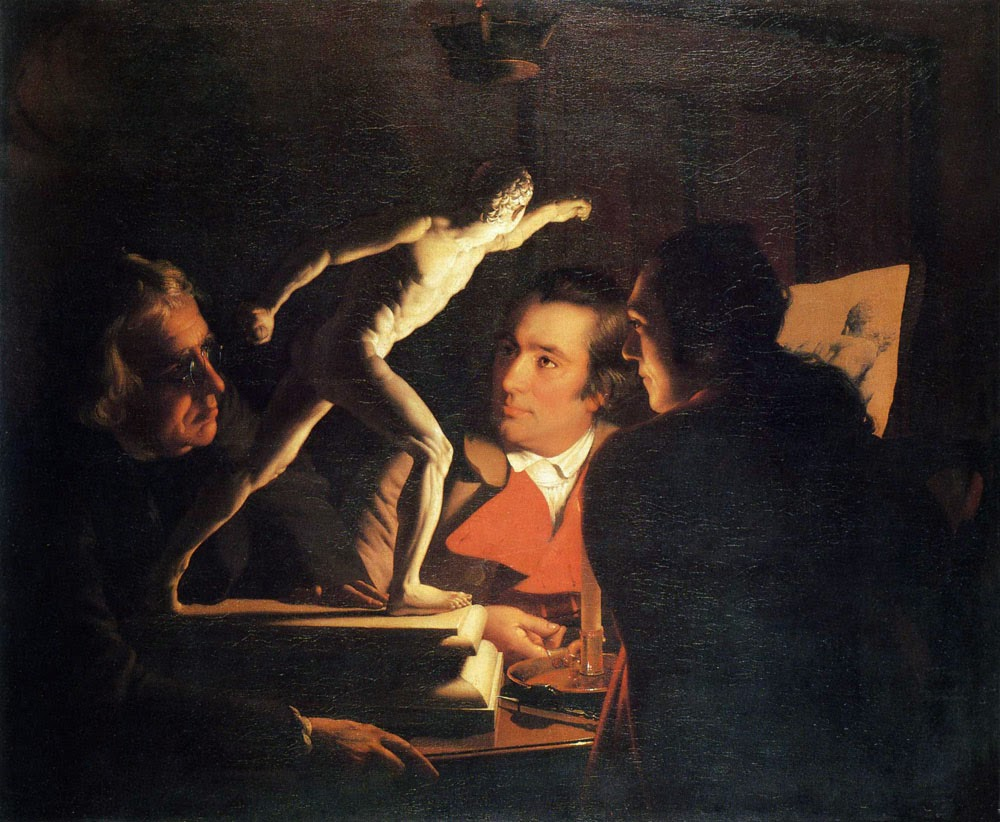
Tres persones mirant al Gladiador amb un llum d'oli, per Joseph Wright of Derby, 1765
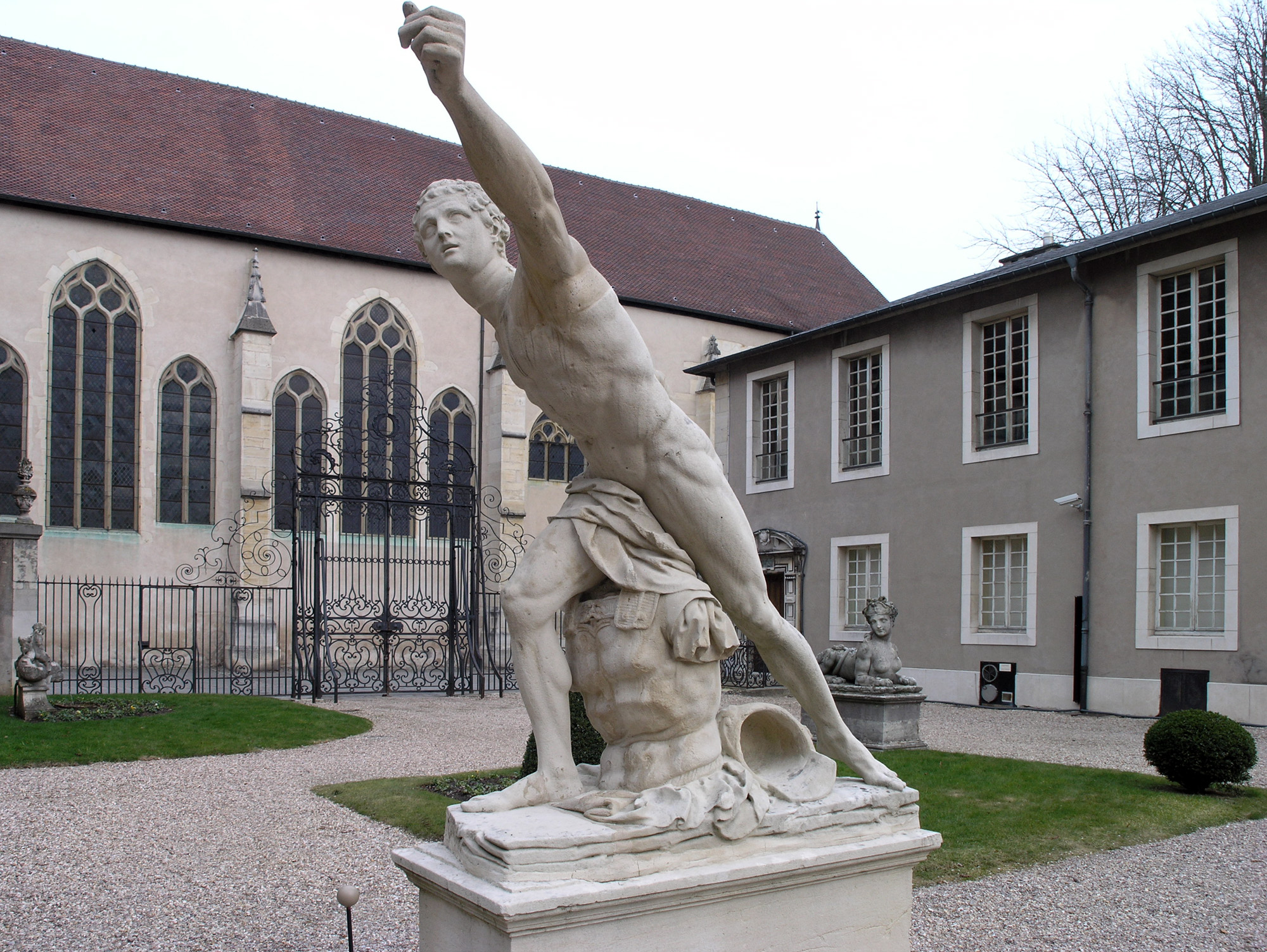
Una còpia del s. XVIII al Museu Lorrain, Nancy
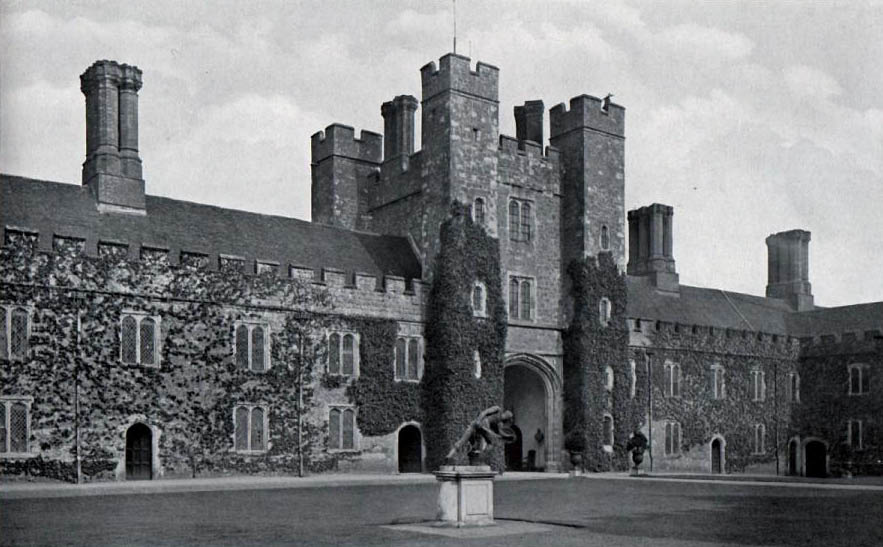
El Green Court de Knole, amb una còpia al centre

## En la pintura
- Com que havia vist l'escultura en els seus viatges per Itàlia, Rubens la inclogué en una de les escenes del cercle al·legòric per a Maria de Mèdici al Palau del Luxemburg (1621–1630).[4]
- En el quadre de John Singleton Copley, Watson i el tauró, la figura en l'aigua, Brook Watson, s'inspira en la postura de l'estàtua.
- Tot i que no pertanyia a la Col·lecció Nacional Francesa, era conegut El gladiador, quan Menageot l'inclogué en el fons de la seva Mort de Leonardo da Vinci als braços de Francesc I l'any 1781. El pintor degué veure'l a la Vil·la Borghese durant la seua estada en l'Acadèmia de França a Roma en el període del 1769 al 1774). Aquesta inclusió suposa un anacronisme, perquè Leonardo va morir l'any 1519, noranta anys abans que l'estàtua fos descoberta.
- En el quadre El primer eslògan (1924) del pintor rus Nikolai Borisovich Terpsikhorov, apareix una còpia de l'estàtua vista des de l'angle esquerre, al costat d'una altra de la Venus de Milo.

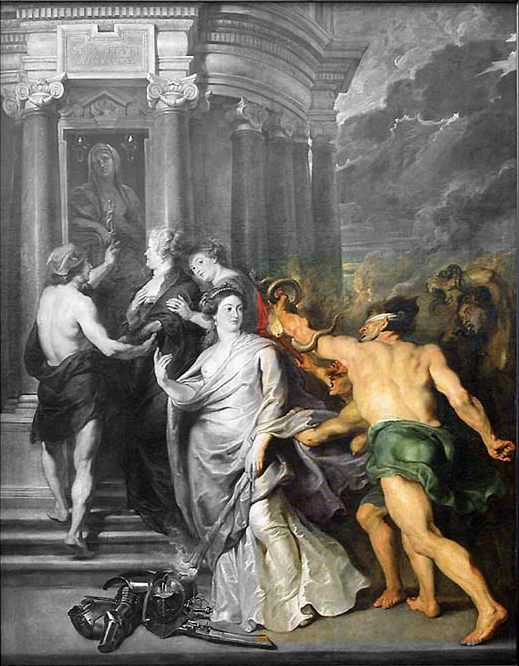
La pau concertada a Angers, per Rubens, al Louvre. La figura de Fur de baix a la dreta imita El gladiador
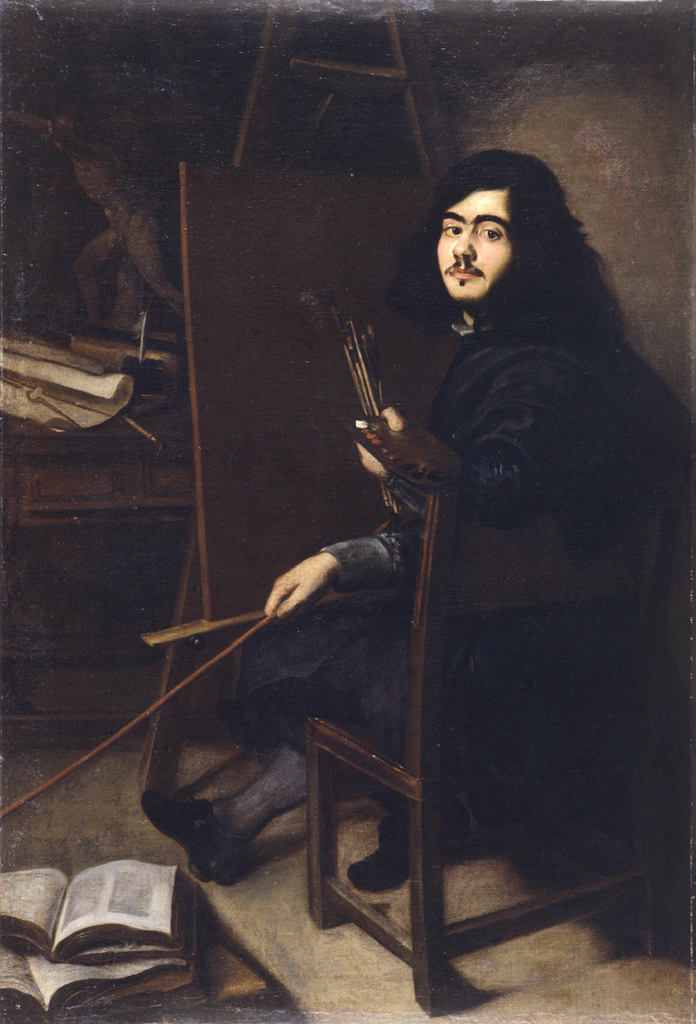
Retrat d'un pintor atribuït a Pedro de Moya
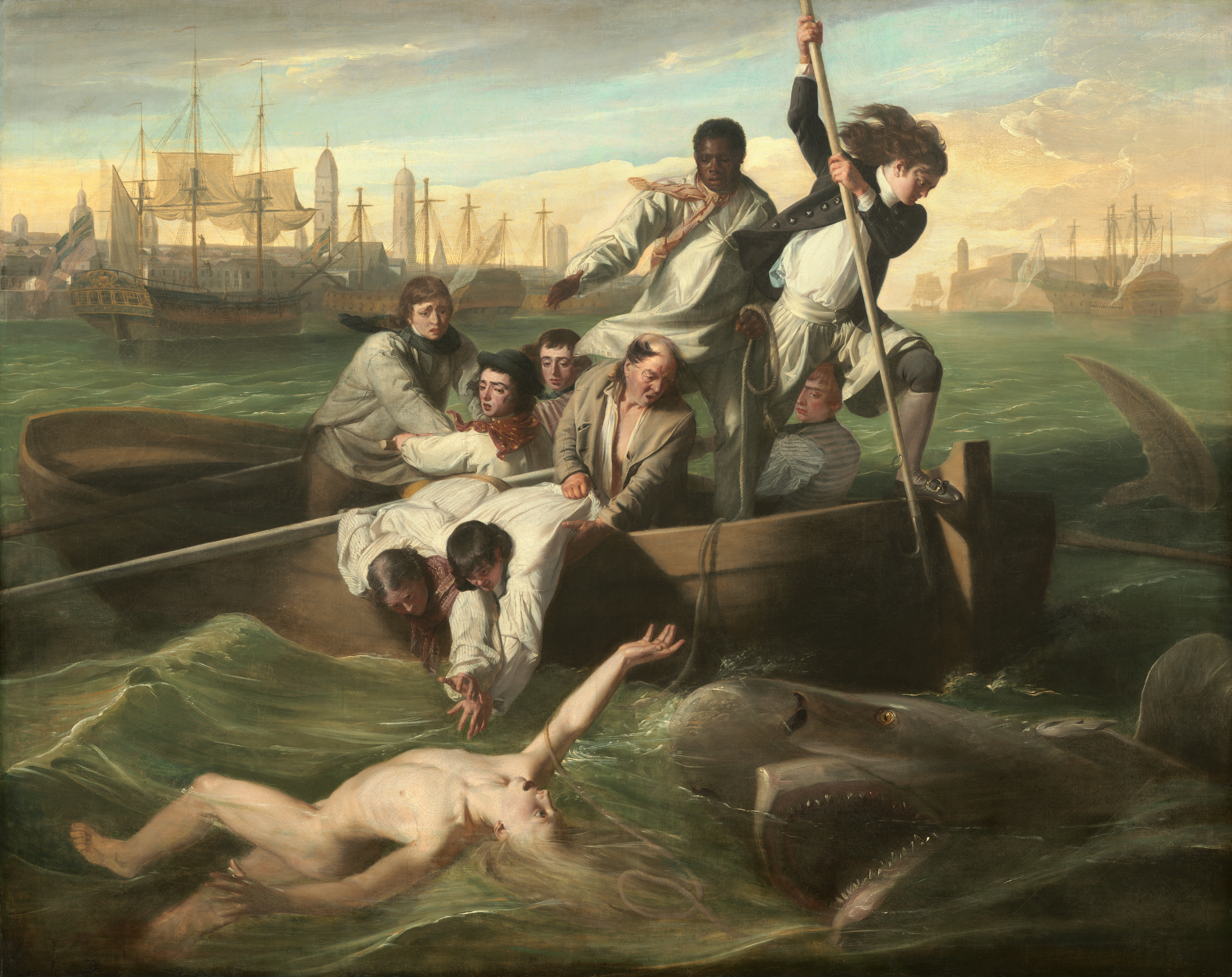
Watson i el tauró de John Singleton Copley
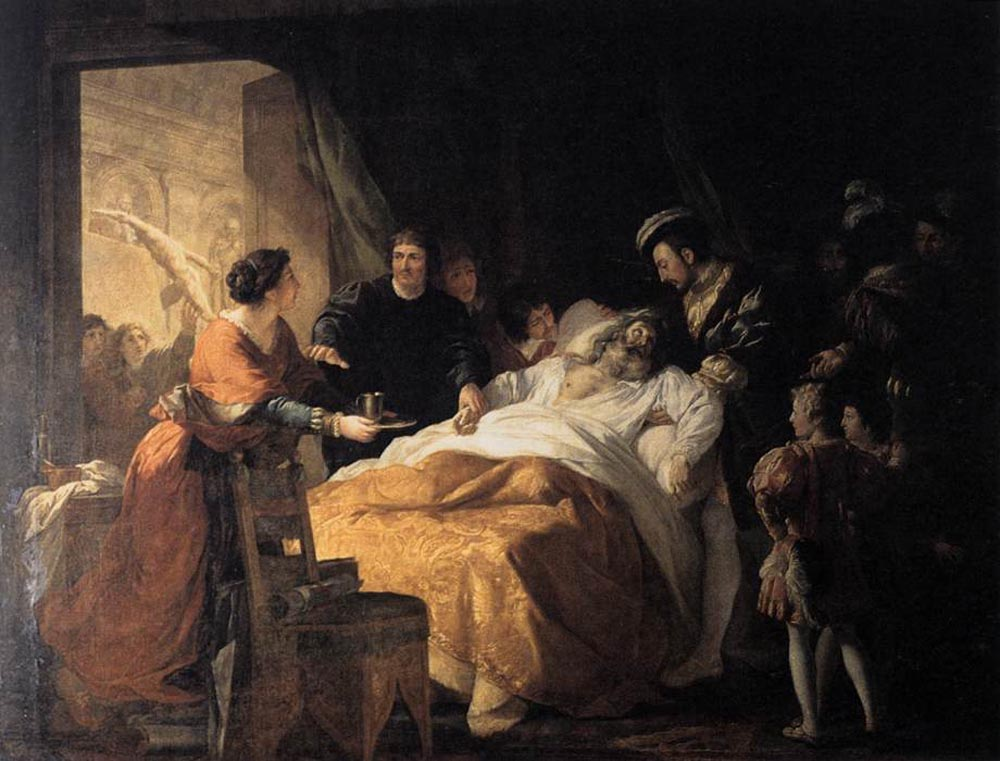
Retratat al fons a l'esquerra en el quadre La mort de Leonardo da Vinci de Ménageot
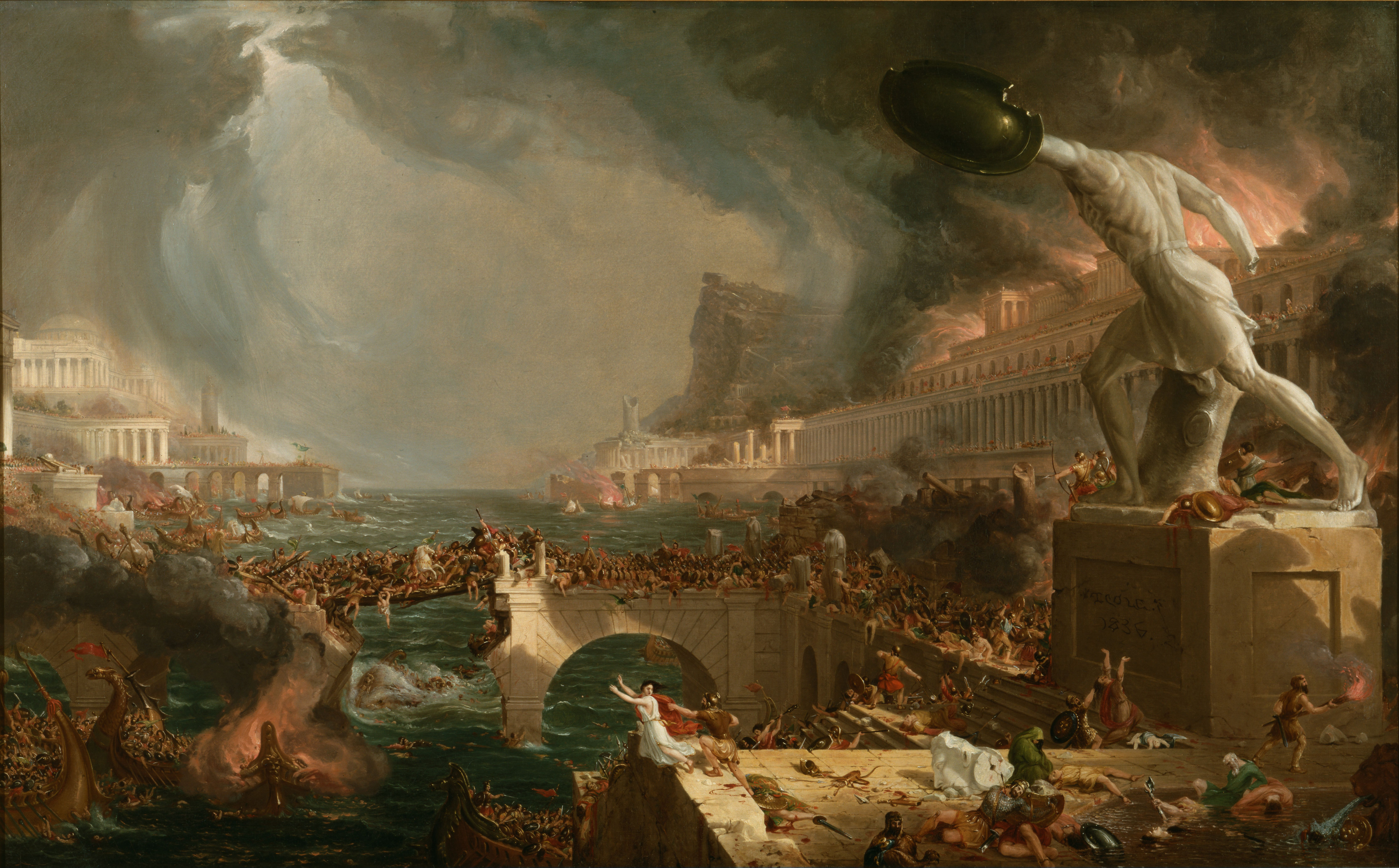
The Course of Empire Destruction, 1836, oli de Thomas Col·le